# Pirosarcú fügepapagáj
A pirosarcú fügepapagáj (Psittaculirostris cervicalis) a madarak osztályának papagájalakúak (Psittaciformes) rendjébe és a szakállaspapagáj-félék (Psittaculidae) családjába, azon belül a lóriformák (Loriinae) alcsaládjába  tartozó faj. Egyes források a nagy fügepapagáj alfajaként tartják számon.

## Előfordulása
Pápua Új-Guinea és Indonézia területén honos.

## Megjelenése
Testtömege 117 gramm.